# Qualcuno volò sul nido del cuculo
Qualcuno volò sul nido del cuculo (One Flew Over the Cuckoo's Nest) è un film del 1975 diretto da Miloš Forman.
La pellicola ha come interpreti principali Jack Nicholson e Louise Fletcher ed è tratta dal romanzo omonimo di Ken Kesey, pubblicato nel 1962 e tradotto in italiano nel 1976 da Rizzoli. L'autore scrisse il libro in seguito alla propria esperienza da volontario all'interno del Veterans Administration Hospital di Palo Alto, in California.
Ha segnato la storia del cinema trattando per la prima volta un argomento molto delicato, cioè il disagio presente negli ospedali psichiatrici statali, denunciando il trattamento inumano riservato ai pazienti ospitati in tali strutture, verso i quali vigeva un atteggiamento discriminatorio, alimentato dalla paura dell'aggressività che a volte, ma non sempre, caratterizza la malattia mentale.
È uno dei tre film nella storia del cinema (insieme a Accadde una notte di Frank Capra e Il silenzio degli innocenti di Jonathan Demme) ad aver vinto alla cerimonia degli Oscar i cosiddetti Big Five, i premi come miglior film, miglior regista, miglior attore, miglior attrice e migliore sceneggiatura non originale.
Nel 1993 è stato scelto per la conservazione nel National Film Registry della Biblioteca del Congresso degli Stati Uniti. Nel 1998 l'American Film Institute l'ha inserito al ventesimo posto della classifica dei migliori cento film statunitensi di tutti i tempi, mentre dieci anni dopo, nella lista aggiornata, è sceso al trentatreesimo posto.

## Titolo
Il "nido del cuculo" (cuckoo's nest) al quale si fa riferimento nel titolo è un'espressione impiegata nel gergo statunitense per indicare un manicomio. Esiste anche una filastrocca che contiene il seguente verso: Three geese in a flock, one flew East, one flew West, one flew over the cuckoo's nest ("Tre oche in uno stormo, una volò ad est, una volò ad ovest, una volò sul nido del cuculo"). Questa filastrocca non è presente nel film, mentre costituisce uno degli elementi essenziali del romanzo di Kesey. Tale espressione ha un significato simbolico: il cuculo è un uccello noto per il fatto di non costruire nidi e di utilizzare i nidi di altri uccelli per deporre le proprie uova. Nel caso del film, il "nido" è rappresentato dal manicomio stesso, i pazienti al suo interno sono le 'uova' ed il 'cuculo' è la società che ha deposto nel manicomio i pazienti per isolarli dal mondo; il "qualcuno" che "vola" sul nido del cuculo del titolo è il personaggio interpretato da Jack Nicholson, Randle Patrick McMurphy, che con la sua presenza smaschera il carattere repressivo e carcerario dell'istituzione.

## Trama
Nel 1963 un uomo di nome Randle Patrick McMurphy, incarcerato per aver fatto sesso con una quindicenne, viene ricoverato all'ospedale psichiatrico di stato di Salem per non essere condannato ai lavori forzati. Il dottor John Spivey, primario della struttura, spiega a McMurphy che dovrà essere trattenuto solo per essere osservato e che, nel caso in cui non gli vengano diagnosticati disturbi mentali, ritornerà a scontare la propria pena in carcere. McMurphy viene assegnato al reparto gestito dall'infermiera Mildred Ratched, donna dal carattere freddo, spietato ed aggressivo, che intimidisce continuamente i pazienti.
Pur sapendo di essere sotto osservazione, McMurphy tiene in reparto un comportamento anticonformista, non rispettando le regole che disciplinano la vita dei degenti: fa il verso a un paziente nativo americano imitando una danza tribale, non prende la propria medicina giornaliera (sputandola in faccia a un altro paziente) e gioca a basket da solo ignorando il gruppo. Quando gli viene negato di vedere le partite di baseball in TV, propone di sfondare una finestra con un pesante lavabo, che però nessuno riesce a sollevare dal pavimento. Successivamente si improvvisa radiocronista di un'immaginaria partita di baseball, sobilla gli altri degenti a fare rumore e così inizia ad essere preso in antipatia dall'infermiera Ratched. Qualche giorno dopo McMurphy organizza una goliardata: si impossessa dell'autobus a servizio dell'ospedale e lo usa per condurre gli altri pazienti a pescare su una barca rubata, spacciando sé stesso e gli altri per un gruppo di medici dell'istituto psichiatrico. Giocando a carte, McMurphy vince tutte le sigarette dei suoi compagni, costringendo la Ratched a razionarle. Ne nasce un violento parapiglia, nel quale McMurphy si scaglia contro un infermiere anziché rimanere indifferente, come fanno tutti ad eccezione di un altro paziente e del nativo americano, il corpulento sordomuto Bromden, che McMurphy ha iniziato a soprannominare "Grande Capo". A seguito di ciò il protagonista viene creduto aggressivo e sottoposto ad elettroshock nel tentativo di placarlo.
Seguendo l'esempio di McMurphy, i degenti decidono di provare ad esprimere liberamente le proprie necessità, opponendosi alla rigida disciplina imposta dalla caporeparto. McMurphy, tra tutti i pazienti del suo reparto, stringe amicizia in particolare con Billy Bibbit, un ragazzo introverso e affetto da balbuzie che prova un autentico terrore verso sua madre, e con Bromden, e comprende quella che battezza "la disonestà di fondo di Mildred", per poi decidere, assieme ai degenti, di cercare di smontarla. I pazienti acquistano coscienza di essere comunque persone rispettabili nonostante le loro malattie e provano ammirazione per le aspirazioni libertarie di McMurphy. Questi intanto si è reso conto che l'ospedale psichiatrico non è un luogo adatto a lui ed è convinto di poterlo lasciare alla scadenza della pena, come gli era stato detto; dopo 68 giorni, però, un inserviente gli fa capire che non sarà così, quindi McMurphy ritiene opportuno tentare la fuga.
McMurphy scopre poi che Bromden, da sempre, si finge sordomuto quando in realtà sente e parla benissimo, ed avrebbe anche le capacità per evadere ma è troppo spaventato dalle possibili conseguenze e dal mondo esterno, riuscendo tuttavia a trovare nella figura ispiratrice di McMurphy la forza per andarsene, quindi i due decidono di scappare insieme in Canada. Dopo aver corrotto la guardia di turno, organizzano una festicciola notturna per dare l'ultimo saluto ai compagni, facendo persino entrare di soppiatto due prostitute. McMurphy purtroppo si ubriaca e alla fine, anziché scappare, si addormenta sul pavimento, insieme a tutti gli altri, esausto per la baldoria. La mattina seguente l'infermiera Ratched trova il reparto sottosopra, con molti degenti addormentati per terra e Billy, che nel frattempo aveva smesso di balbettare, a letto con una delle ragazze. Billy, in seguito all'ennesima violenza psicologica subita (la minaccia della Ratched di riferire alla madre di Billy ciò che lui ha fatto), ricomincia a balbettare, viene colto dalla paura e, in preda ad un raptus, si suicida. Di fronte all'evidente responsabilità della Ratched, McMurphy reagisce violentemente e tenta di strangolarla, e proprio quando sta per riuscirci un inserviente lo stordisce. Di fronte a quest'ultimo episodio, la commissione medica si convince definitivamente che McMurphy sia un malato pericoloso e che questa sua aggressività vada curata con una lobotomia.
Mentre tutti i degenti si chiedono dove sia finito e qualcuno pensa che sia effettivamente fuggito, una notte McMurphy, appena lobotomizzato e totalmente istupidito, viene ricondotto in reparto. Bromden, vedendo il suo amico in queste condizioni, senza più coscienza e forza di volontà, decide di non abbandonarlo al proprio destino e, convinto che non valga la pena di lasciarlo vivere in quello stato, lo uccide soffocandolo con un cuscino, per poi strappare da terra il pesante lavabo di marmo visto all'inizio, scagliarlo contro la finestra e fuggire dalla breccia, correndo lontano verso la libertà, in Canada.

## Produzione
Kirk Douglas aveva inizialmente destinato a se stesso il ruolo del personaggio protagonista fin da quando acquistò i diritti per la produzione del film. Suo figlio Michael, dopo che il padre gli ebbe ceduto la produzione, decise che Kirk era troppo anziano per quella parte. Il ruolo di McMurphy venne inizialmente offerto a James Caan, che rifiutò. Si pensò anche a Marlon Brando, Gene Hackman e Burt Reynolds, prima di assegnare definitivamente la parte a Jack Nicholson. Il ruolo della protagonista femminile venne rifiutato da ben sei note attrici (Anne Bancroft, Tippi Hedren, Colleen Dewhurst, Geraldine Page, Ellen Burstyn e Angela Lansbury), finché Louise Fletcher l'accettò appena una settimana prima dell'inizio delle riprese, benché inizialmente l'interprete doveva essere Lily Tomlin. Anche Jeanne Moreau era in lizza per la parte.
Ellen Burstyn rifiutò il ruolo poiché all'epoca doveva prendersi cura del marito malato mentalmente. Il ruolo, cucito su misura per la Burstyn, ha portato gli inesperti a confondere tra loro le due attrici (Fletcher e Burstyn), tanto da elogiare in prima persona Ellen Burstyn per la parte in realtà interpretata da Louise Fletcher.
Le riprese si sono svolte tra il gennaio e l'aprile del 1975 tra gli stati dell'Oregon e della California. Per studiare la parte, gli attori hanno partecipato a delle sedute di psicoterapia insieme ai pazienti. Il film fu girato in un vero ospedale psichiatrico; Dean R. Brooks, che interpreta il dottor Spivey, non era un attore professionista, bensì un vero medico psichiatra dell'ospedale dove è stato girato il film.
L'autore del romanzo Ken Kesey, a causa di controversie legali con la produzione, si è sempre rifiutato di vedere il film, perché vi fu una diatriba riguardo alla somma di $20,000 con cui fu inizialmente ricompensato per i diritti della sua opera. Inoltre Kesey non condivise la scelta di non far narrare la vicenda dal Capo Bromden, come avviene invece nel libro.
Nel 1963 dal libro era stato tratto anche un adattamento teatrale di Dale Wassermann, di cui però non si è mai tenuto conto nella sceneggiatura del film, tuttavia l'adattamento venne elencato comunque nei titoli di coda.

## Distribuzione
La pellicola uscì negli Usa il 20 novembre 1975 e in Italia il 12 marzo 1976. Gli incassi furono di oltre 112 milioni di dollari. Dal 1975 al 1987 la pellicola è stata proiettata nei cinematografi svedesi, ottenendo un record.
In Italia il film è stato vietato ai minori di 14 anni a causa di linguaggio scurrile.

### Edizione italiana
La versione italiana del film è stata curata da Roberto De Leonardis; il doppiaggio venne effettuato dalla C.V.D. presso la International Recording sotto la direzione di Mario Maldesi.

## Colonna sonora

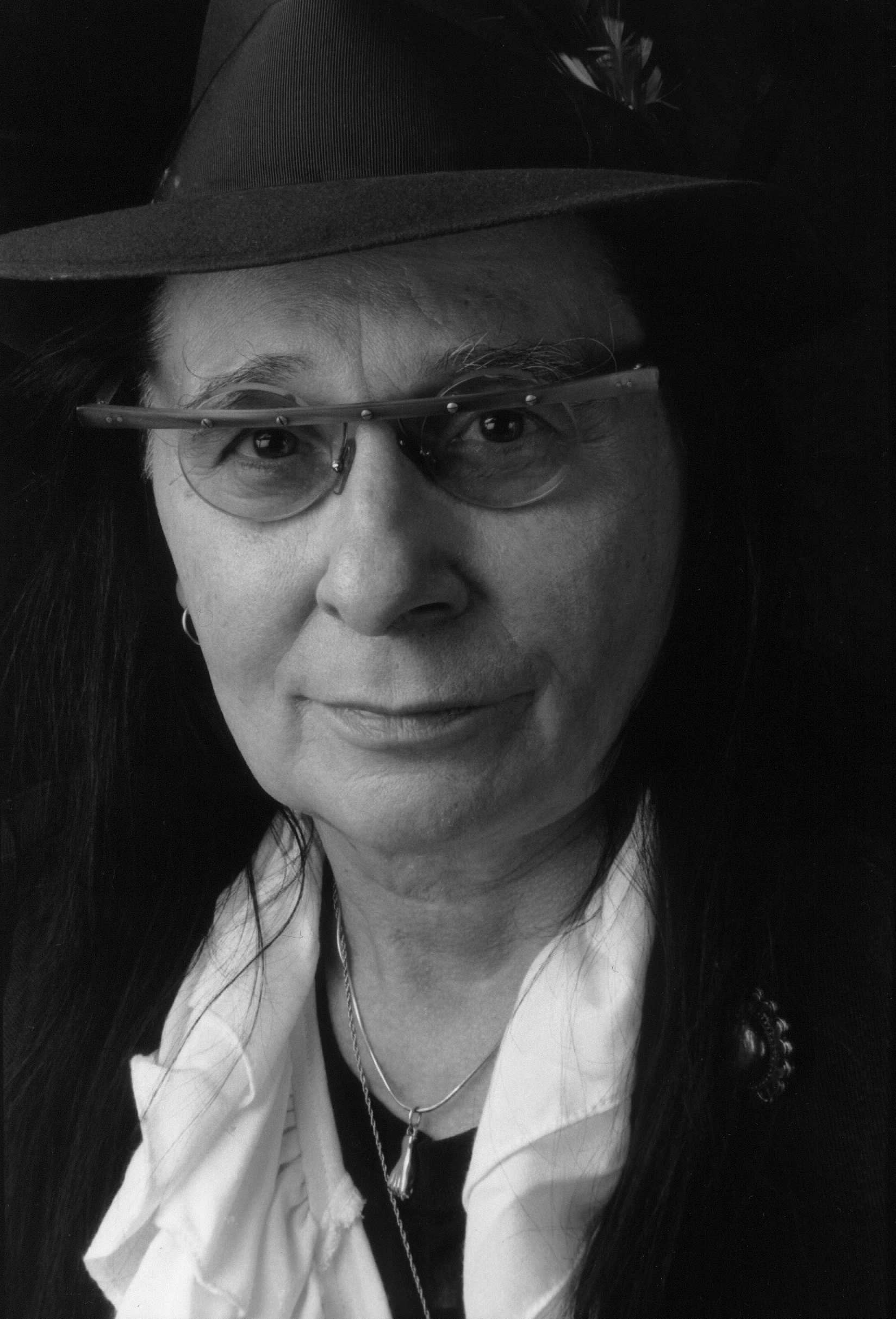
Jack Nitzsche, compositore della colonna sonora della pellicola

Jack Nitzsche compose la notevole colonna sonora del film, che gli valse una nomination all'Oscar, premio che poi si aggiudicò John Williams per la colonna sonora de Lo squalo, di Steven Spielberg.
1. One Flew Over The Cuckoo's Nest (Opening Theme)
2. Medication Valse
3. Bus Ride To Paradise
4. Cruising
5. Trolling
6. Aloha Los Pescadores
7. Charmaine
8. Play The Game
9. Last Dance
10. Act Of Love
11. Jingle Bells
12. One Flew Over The Cuckoo's Nest (Closing Theme)

Il brano che fa arrabbiare McMurphy perché suonato a volume troppo alto è Charmaine, in una versione del 1951, suonata dall'orchestra Mantovani. La musica di tale brano fu scritta nel 1926 da Erno Rapee, le parole da Lew Pollack e fu pubblicata nel 1927 a San Francisco da Sherman, Clay & Co. Fu suonata alla fisarmonica da Gorni Kramer e cantata da Jula de Palma nel 1953 e da Frank Sinatra nel 1962.

## Accoglienza

### Critica
La pellicola ha vinto un totale di ventotto premi. Da parte dei critici ha ottenuto recensioni contrastanti. Il noto critico cinematografico Roger Ebert ha sostenuto che Qualcuno volò sul nido del cuculo «è una pellicola così buona in tante sue parti che c'è la tentazione di perdonarla quando va male, cioè nei momenti in cui insiste sul fare più grandi certi punti di quel che la storia realmente dovrebbe trasmettere, di modo che alla fine le qualità umane dei personaggi si perdono nel significato dell'insieme. Malgrado ciò ci sono dei momenti di luminosità». Ebert successivamente metterà la pellicola sulla sua "lista di grandi film".
Molti critici hanno visto nel romanzo da cui è stato tratto il film una metafora della vita che anticipa il 1968, l'anno della contestazione giovanile. McMurphy e la Ratched sarebbero quindi due facce della stessa medaglia: McMurphy rappresenta lo scontro violento contro l'autorità, mentre la Ratched rappresenta quell'autorità al potere che non si può scalzare.

## Riconoscimenti
- 1976 - Premio Oscar
  - Miglior film a Michael Douglas e Saul Zaentz
  - Miglior regia a Miloš Forman
  - Miglior attore protagonista a Jack Nicholson
  - Miglior attrice protagonista a Louise Fletcher
  - Migliore sceneggiatura non originale a Lawrence Hauben e Bo Goldman
  - Candidatura al miglior attore non protagonista a Brad Dourif
  - Candidatura alla migliore fotografia a Haskell Wexler e Bill Butler
  - Candidatura al miglior montaggio a Richard Chew, Lynzee Klingman e Sheldon Kahn
  - Candidatura alla miglior colonna sonora a Jack Nitzsche
- 1976 - Golden Globe
  - Miglior film drammatico a Michael Douglas e Saul Zaentz
  - Miglior regia a Miloš Forman
  - Miglior attore in un film drammatico a Jack Nicholson
  - Miglior attrice in un film drammatico a Louise Fletcher
  - Miglior attore debuttante a Brad Dourif
  - Migliore sceneggiatura a Lawrence Hauben e Bo Goldman
- 1977 - Premio BAFTA
  - Miglior film a Michael Douglas, Saul Zaentz e Miloš Forman
  - Miglior regia a Miloš Forman
  - Miglior attore protagonista a Jack Nicholson
  - Miglior attrice protagonista a Louise Fletcher
  - Miglior attore non protagonista a Brad Dourif
  - Miglior montaggio a Richard Chew, Lynzee Klingman e Sheldon Kahn
  - Candidatura Migliore sceneggiatura non originale a Lawrence Hauben e Bo Goldman
  - Candidatura Migliore fotografia a Haskell Wexler, Bill Butler e William A. Fraker
  - Candidatura Miglior colonna sonora originale a Jack Nitzsche
  - Candidatura Miglior colonna sonora adattata a Mary McGlone, Robert R. Rutledge, Veronica Selver, Larry Jost e Mark Berger
- 1977 - Premio César
  - Candidatura Miglior film straniero (USA)
- 1977 - Kansas City Film Critics Circle Award
  - Migliore regia a Miloš Forman
- 1975 - National Board of Review Award
  - Miglior attore protagonista a Jack Nicholson
  - Migliori dieci film
- 1975 - Los Angeles Film Critics Association Award
  - Miglior film
- 1976 - David di Donatello
  - Migliore regista straniero a Miloš Forman
  - Miglior attore straniero a Jack Nicholson
- 1976 - Nastro d'argento
  - Migliore regia a Miloš Forman
- 1975 - New York Film Critics Circle Award
  - Miglior attore protagonista a Jack Nicholson
  - Candidatura Miglior attrice non protagonista a Louise Fletcher
- 1975 - National Society of Film Critics Award
  - Miglior attore protagonista a Jack Nicholson
- 1976 - Writers Guild of America
  - Migliore sceneggiatura a Lawrence Hauben e Bo Goldman
- 1976 - Premio Bodil
  - Migliore film non europeo a Miloš Forman
- 1977 - People's Choice Awards
  - Miglior film
- 1977 - Grammy Award
  - Miglior colonna sonora a Jack Nitzsche
- 1976 - American Cinema Editors
  - Nomination Miglior montaggio a Richard Chew, Lynzee Klingman e Sheldon Kahn
- 1976 - Directors Guild of America
  - Migliore regia a Milos Forman, Joel Douglas, Irby Smith e William Saint John (Assistenti Registi)
- 1977 - Golden Screen
  - Golden Screen Award
- 1977 - Kinema Junpo Awards
  - Miglior regista straniero a Miloš Forman
- 1977 - Sant Jordi Award
  - Miglior attore straniero a Jack Nicholson

## Citazioni e riferimenti
- Parte del discorso del signor Harding, durante la terapia di gruppo, è stato usato quale incipit del brano Shadows that Move dei Mastodon.
- La canzone dei Metallica Welcome Home (Sanitarium) è ispirata dal film.
- Nella versione in lingua originale del film Philadelphia il protagonista malato di AIDS interpretato da Tom Hanks, durante una seduta di terapia con flebo (che avrebbe voluto non fare), al compagno Antonio Banderas (infermiere per l'occasione) risponde stizzito: «Miss Ratched!», un chiaro riferimento alla durezza dell'infermiera protagonista del film.
- Nel film Jack, il protagonista Jack, interpretato da Robin Williams, viene coinvolto dai compagni di scuola a giocare a pallacanestro e, dal momento che lui non sa giocare, ma è molto più alto e grosso degli altri, gli viene detto di rimanere sotto canestro e di tenere le braccia alte. La scena ha forti similitudini con quella in cui McMurphy coinvolge "Grande Capo" a giocare a pallacanestro nel campetto dell'ospedale psichiatrico.
- Nel film Berlin Calling è riproposta la "festa" all'interno di un ospedale psichiatrico, con alcol e prostitute.
- Nel film L'incredibile Hulk vi è una scena in cui Bruce Banner (Edward Norton) viene sottoposto a elettroshock. La sequenza è molto simile a quella del film di Forman.
- Il film è stato parodiato sia dai Green Day nel videoclip di Basket Case che dagli Oasis per Sunday Morning Call.
- Il doppio episodio "piegato" (Broken) della sesta stagione della serie Dr. House - Medical Division presenta parecchie similitudini con il film. Il famoso medico protagonista, ricoverato in un ospedale psichiatrico dopo la disintossicazione si trova a vivere una condizione di "sano tra i malati"; inoltre, molte delle situazioni proposte (come le terapie di gruppo) nell'episodio ricalcano le scene cruciali del film.
- Nel film Batman di Tim Burton, nella scena finale in cui Batman arriva in cima al campanile della cattedrale, il Joker (Jack Nicholson) lo accoglie con la frase: «È proprio un destino, stavolta nel nido mi è volato un pipistrello!».
- Nel videoclip di The Real Slim Shady il cantante Eminem ripropone scene del film.
- Nell'episodio Astroburgher della serie TV IZombie Major appena uscito da un ospedale psichiatrico dice: «Un grosso indiano ha spaccato la finestra e sono scappato», un chiaro riferimento ad una scena del film.
- Una delle strisce di Cattivik si intitola "Qualcuno volò sul nido dell'amore".
- Il video del brano del gruppo inglese dei Kasabian dal titolo You're In Love With A Psicho del 2016 è visibilmente ispirato al film.

## Prequel/spin-off
Nel 2020 è stata distribuita la serie televisiva Ratched, creata da Ryan Murphy e distribuita da Netflix, che funge da prequel/spin-off alle vicende del film, è incentrata sul personaggio di Mildred Ratched, qui interpretata da Sarah Paulson che interpreta una versione giovanile del personaggio.